# Somniosus longus
Somniosus longus is een vissensoort uit de familie van de Somniosidae. De wetenschappelijke naam van de soort is voor het eerst geldig gepubliceerd in 1912 door Tanaka.